# Vojenská lékařská akademie Jana Evangelisty Purkyně v Hradci Králové
Vojenská lékařská akademie Jana Evangelisty Purkyně v Hradci Králové (VLA JEP) byla vojenská lékařská vysoká škola v Hradci Králové existující mezi lety 1951–2004 (v letech 1958–1988 jako Vojenský lékařský výzkumný a doškolovací ústav Jana Evangelisty Purkyně v Hradci Králové, VLVDÚ JEP). Zanikla začátkem 21. století s ostatními českými vojenskými vysokými školami sloučením do Univerzity obrany.

## Historie
Vojenská lékařská akademie v Hradci Králové vznikla transformací královéhradecké pobočky Lékařské fakulty Univerzity Karlovy v roce 1951. Zřízena byla na základě rozkazu prezidenta Klementa Gottwalda o organizaci vojenských škol ze dne 15. srpna 1951. Roku 1955 byla VLA přejmenována na Vojenskou lékařskou akademii Jana Evangelisty Purkyně. V roce 1958 byla rozkazem prezidenta Antonína Novotného akademie zrušena. V civilní oblasti ji nahradila nově zřízená Lékařská fakulta UK, zatímco nástupnickým vojenským útvarem se stal Vojenský lékařský výzkumný a doškolovací ústav Jana Evangelisty Purkyně v Hradci Králové (VLVDÚ), který měl nadále status vojenské vysoké školy univerzitního směru. Ten s civilní fakultou úzce spolupracoval a v postgraduálním studiu dále vzdělával vojenské lékaře, kteří na fakultě vystudovali. Tento systém fungoval 30 let. Rozkazem prezidenta Gustáva Husáka byl v roce 1988 ústav transformován do obnovené Vojenské lékařské akademie Jana Evangelisty Purkyně.
Dne 1. srpna 2004 došlo v rámci příprav na zrušení Vojenské lékařské akademie ke zřízení Fakulty vojenského zdravotnictví VLA JEP (do té doby se akademie na fakulty nečlenila). Škola zanikla v roce 2004 v rámci reformy vojenského vysokého školství. K 1. září 2004 byla zřízena nová Univerzita obrany, která vznikla sloučením Vojenské akademie v Brně, Vysoké vojenské školy pozemního vojska ve Vyškově a Vojenské lékařské akademie Jana Evangelisty Purkyně v Hradci Králové. Sídlem Univerzity obrany se stal brněnský areál Vojenské akademie v Kounicově ulici. Z bývalé královéhradecké akademie se součástí nově vzniklé univerzity stala Fakulta vojenského zdravotnictví (od roku 2024 Vojenská lékařská fakulta), která oproti zbytku univerzity zůstala dislokována v Hradci Králové.